# Pleurothallis dentipetala
Pleurothallis dentipetala är en orkidéart som beskrevs av Robert Allen Rolfe och Oakes Ames. Pleurothallis dentipetala ingår i släktet Pleurothallis och familjen orkidéer. Inga underarter finns listade i Catalogue of Life.